# Dolores Gallardo
María Dolores Gallardo Núñez, detta Lola (Siviglia, 10 giugno 1993) è una calciatrice spagnola, portiere dell'Atlético Madrid e della nazionale spagnola.

## Palmarès

### Club
- Campionato spagnolo: 3

Atlético Madrid: 2016-2017, 2017-2018, 2018-2019
- Coppa della Regina: 1

Atlético Madrid: 2016

### Nazionale
- Cyprus Cup: 1

2018
- Campionato europeo femminile under 17 di calcio: 1

2010

### Individuali
- Guanto d'oro: 1

Mondiale Under-17 di Trinidad e Tobago 2010

## Nella cultura di massa
Il 1º novembre 2024 esce in esclusiva Netflix il documentario Se acabó: Diario de las campeonas, a cui Gallardo prende parte insieme a otto calciatrici della nazionale spagnola campionessa del mondo 2023, oltre a un'altra calciatrice che - come Gallardo stessa - aveva rifiutato la convocazione al Mondiale, con l'intenzione di denunciare il sistema di maltrattamenti e molestie all'interno della selezione femminile. Ad alzare pubblicamente il polverone, nel 2023, fu il bacio non consensuale dato dall'ex presidente della Federazione calcistica della Spagna Luis Rubiales alla calciatrice Jennifer Hermoso, durante i festeggiamenti del 20 agosto immediatamente successivi alla vittoria del titolo contro l'Inghilterra, oltre a una lettera firmata nei giorni precedenti al ritiro da diverse calciatrici spagnole e finalizzata all'esonero di Jorge Vilda, commissario tecnico ritenuto gravemente incapace.

## Filmografia

### Televisione
- Se acabó: Diario de las campeonas - docufilm (2024)